# Calcul mental. Dans l'école populaire de S. A. Ratchinski
Calcul mental. Dans l'école populaire de S. A. Ratchinski (en russe : Устный счёт. В народной школе С. А. Рачинского) est un tableau du peintre russe Nikolaï Bogdanov-Belski (1868-1945), réalisé en 1895.

## Description
Le tableau représente une école construite en bois, de la fin du XIXe siècle, durant la classe d'arithmétique, au moment de la résolution possible ou probable d'un problème. L'instituteur est un personnage réel, qui s'appelait Sergueï Alexandrovitch Ratchinski (ru) (1833-1902), botaniste et mathématicien, professeur à l'Université d'État de Moscou. Sous l'influence du mouvement populiste Narodniki, S. Ratchinski retourna dans son village natal de Tatevo dans l'Oblast de Tver en 1872 et il y créa une école avec dortoir pour les enfants de paysans. Il y développa une méthode unique d'enseignement du calcul mental inculquant aux enfants de ce village les principes fondamentaux de la pensée mathématique. Bogdanov-Belski y a consacré ce tableau pour avoir été lui-même élève de Ratchinski et traduire l'atmosphère créative qui y régnait.
Au tableau est inscrit un calcul que les élèves doivent absolument parvenir à résoudre : 

## Résolution du problème posé au tableau
Les données écrites au tableau ont une propriété intéressante :
{\displaystyle 10^{2}+11^{2}+12^{2}+13^{2}+14^{2}=10^{2}+(10+1)^{2}+(10+2)^{2}+(10+3)^{2}+(10+4)^{2}}
{\displaystyle =10^{2}+(10^{2}+2\cdot 10\cdot 1+1^{2})+(10^{2}+2\cdot 10\cdot 2+2^{2})+(10^{2}+2\cdot 10\cdot 3+3^{2})+(10^{2}+2\cdot 10\cdot 4+4^{2})}
{\displaystyle =5\cdot 100+2\cdot 10\cdot (1+2+3+4)+1^{2}+2^{2}+3^{2}+4^{2}=500+200+30=730=2\cdot 365}
Autrement dit le résultat est égal à 2.
Une autre option est la suivante:
{\displaystyle 10^{2}+11^{2}+12^{2}+13^{2}+14^{2}=(12-2)^{2}+(12-1)^{2}+12^{2}+(12+1)^{2}+(12+2)^{2}}
{\displaystyle =(12^{2}-2\cdot 12\cdot 2+2^{2})+(12^{2}-2\cdot 12\cdot 1+1^{2})+12^{2}+(12^{2}+2\cdot 12\cdot 2+2^{2})+(12^{2}+2\cdot 12\cdot 1+1^{2})}
{\displaystyle =12^{2}+2^{2}+12^{2}+1^{2}+12^{2}+12^{2}+1^{2}+12^{2}+2^{2}=5\cdot 12^{2}+4+1+1+4=720+10=2\cdot 365}
Ou simplement:
{\displaystyle {\frac {10^{2}+11^{2}+12^{2}+13^{2}+14^{2}}{365}}\quad =\quad {\frac {100+121+144}{365}}+{\frac {169+196}{365}}\quad =\quad {\frac {365}{365}}+{\frac {365}{365}}\quad =\quad 2.}

## Liste des détails observables sur le tableau
- 11 élèves, dont 7 ont leur visage tourné vers les spectateurs les 4 autres ne montrant que leur nuque. Trois d'entre eux ont des lapti aux pieds.
- S. А. Ratchinski est assis au milieu des élèves.
- Un image avec une "Vierge à l'enfant" est accrochée au mur, dans un cadre.
- Une affiche, avec une gamme musicale, se trouve sur le mur à côté du tableau.
- L'écriture sur le tableau est de craie ou d'ardoise.
- Les murs de l'école sont en rondins taillés.
- Le tableau noir se trouve devant l'imposant poêle russe blanc, au coin de la pièce afin d'accentuer le contraste des couleurs.
- Signature de Nikolaï Bogdanov-Belski «Богданов-Бельский 1895 г.»

## Autres tableaux
Bogdanov-Belski a abordé le thème de l'école rurale dans d'autres tableaux.

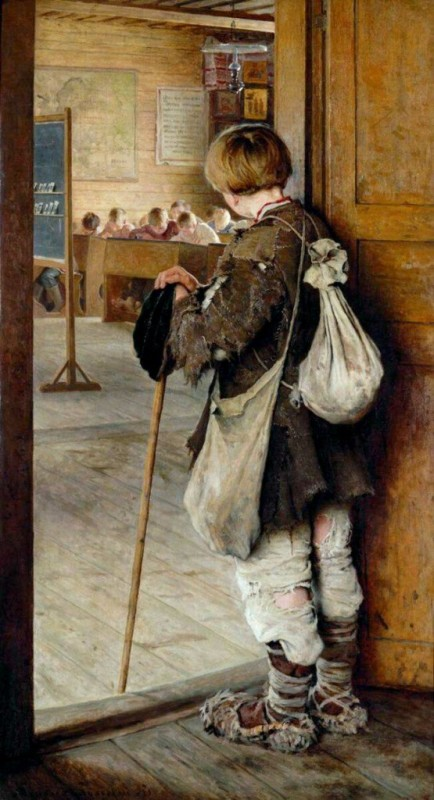
À la porte de l'école, 1897
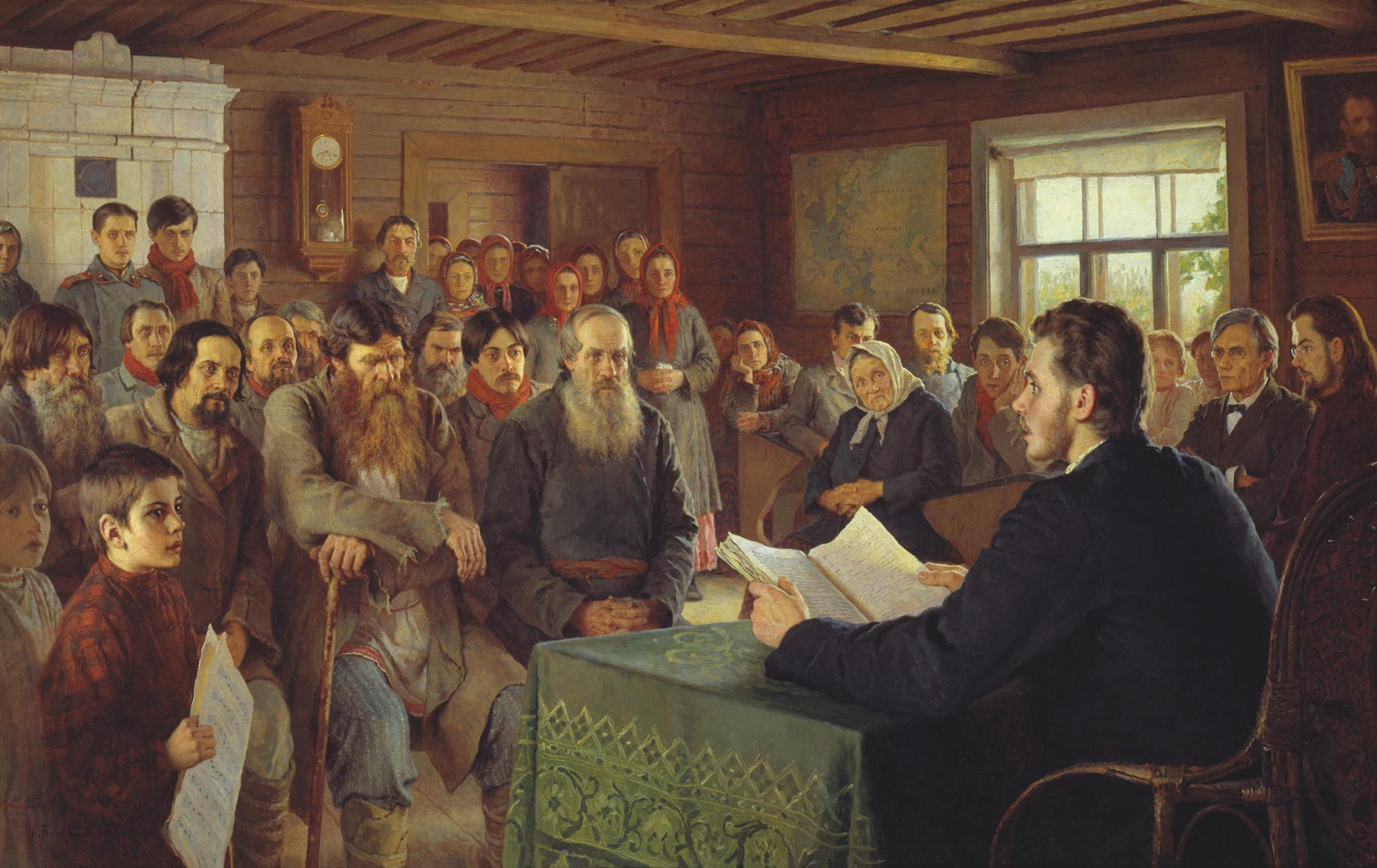
Lecture du dimanche dans une école rurale, 1895
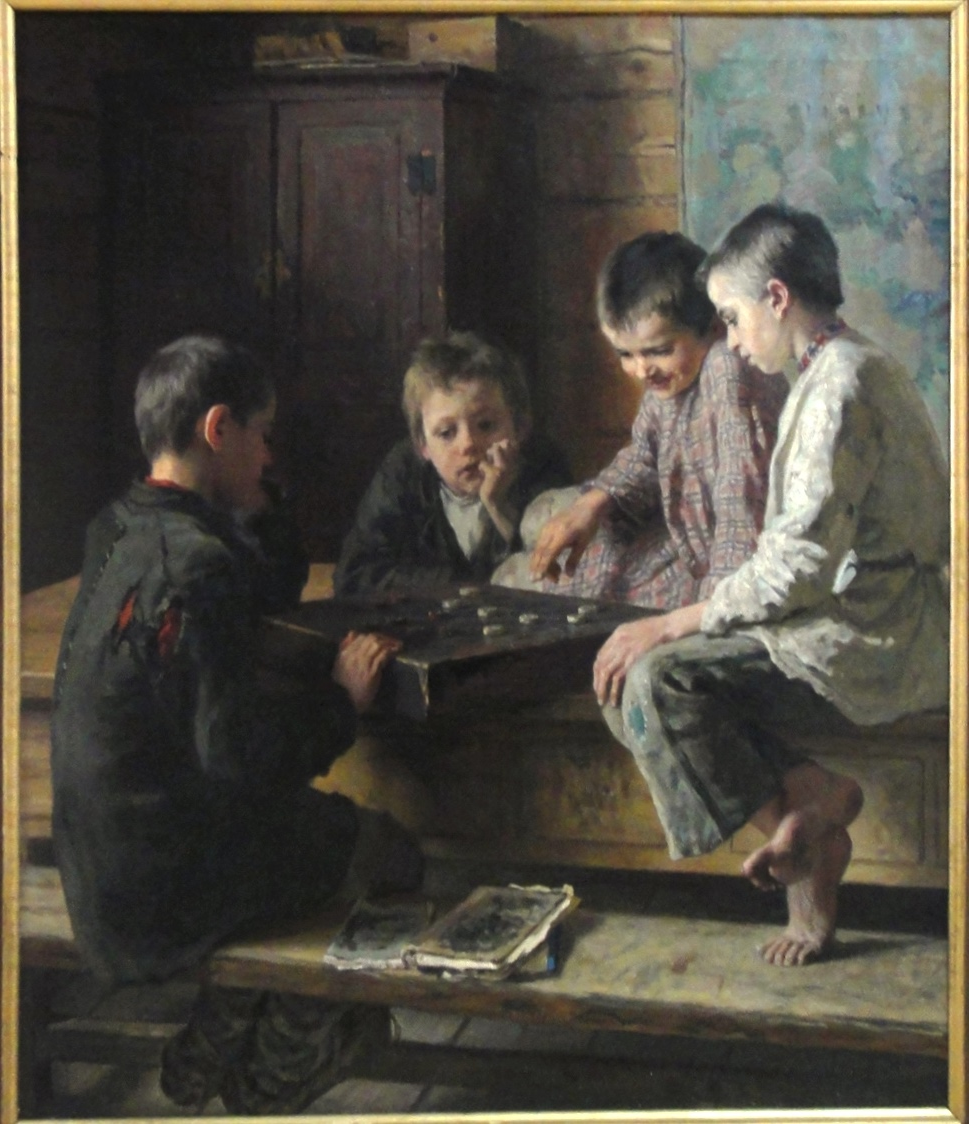
Entre deux leçons, 1903

## Sources
- Фаермарк, Давид Самсонович (Faermark D. S.), Задача пришла с картины : (О картине Богданов-Бельский, Николай Петрович, М., Наука (издательство) ( Sciences),‎ 1974, 160, [4] (обл.)
- Государственная Третьяковская галерея. Искусство XII — начала XX века (Galerie Trétiakov), М., СканРус,‎ 2007, p. 194
- (ru) Решение примера (УСТНЫЙ СЧЕТ./«Наука и жизнь», № 7, 2006 год)(La résolution du problème)
- (ru) 4 способа решения задачи Рачинского (différentes résolutions du problème de Ratchinski)
- (ru) Последовательности Рачинского(résolution du problème)

- (ru) Cet article est partiellement ou en totalité issu de l’article de Wikipédia en russe intitulé « Устный счёт. В народной школе С. А. Рачинского » (voir la liste des auteurs).